# En Händig Man
| Críticas profissionais                                                      | Críticas profissionais |
| Avaliações da crítica                                                       | Avaliações da crítica  |
| Fonte                                                                       | Avaliação              |
| --------------------------------------------------------------------------- | ---------------------- |
| AllMusic                                                                    | 4.5 de 5 estrelas.     |
| Expressen                                                                   | 3 de 5 estrelas.       |
| Esta tabela precisa de ser acompanhada por texto em prosa. Consulte o guia. |                        |

En Händig Man é um álbum de estúdio do músico Per Gessle, lançado em 2007. O álbum possui 14 faixas originais e 4 faixas bônus.
As músicas são cantadas em sueco, e são fortemente influenciadas por artistas como John Lennon e os Rolling Stones, além do pop-rock dos anos 60 e 70.

## Faixas
| N.º | Título                                                      | Duração |  |
| 1.  | "En Händig Man"                                             |         |  |
| 2.  | "Pratar Med Min Muesli (Hur Det Aen Verkar)"                |         |  |
| 3.  | "Jag Skulle Vilja Tänka en Underbar Tanke"                  |         |  |
| 4.  | "Fru Nordin"                                                |         |  |
| 5.  | "Dixy"                                                      |         |  |
| 6.  | "När Karolina Kom"                                          |         |  |
| 7.  | "Hannas Kaerlekspil"                                        |         |  |
| 8.  | "Om du Kommer Ihåg"                                         |         |  |
| 9.  | "Om Jag Vetat du (Vad Jag Vet Nu)"                          |         |  |
| 10. | "Tomtom"                                                    |         |  |
| 11. | "Valdsamt Stillsamt"                                        |         |  |
| 12. | "Trött"                                                     |         |  |
| 13. | "Samma Gamla Vanliga Visa"                                  |         |  |
| 14. | "Min Hälsning"                                              |         |  |
| 15. | "Hon Vill Sväva Över Ängarna" (faixa bônus)                 |         |  |
| 16. | "Signal" (faixa bônus)                                      |         |  |
| 17. | "Solen Kom Frän Ingenstans" (faixa bônus)                   |         |  |
| 18. | "Du Kommer Sä Nära [Du Blir Alldeles Suddig]" (faixa bônus) |         |  |